# ローラ・T87/00
ローラ・T87/00 (Lola T87/00) は、ローラが設計・製造したオープンホイールレーシングカーである。1987年のインディカー・シーズンで使用された。15戦中5回優勝し、インディアナポリス500を含む9回ポールポジションを獲得。9回の内8回はマリオ・アンドレッティが獲得によるものだった。800 hp (600 kW) 発生するフォード・コスワース DFXを搭載していた。